# Heliotropium ferrugineogriseum
Heliotropium ferrugineogriseum är en strävbladig växtart som beskrevs av Náb. Heliotropium ferrugineogriseum ingår i Heliotropsläktet som ingår i familjen strävbladiga växter. Inga underarter finns listade i Catalogue of Life.